# Ruta 97 (Uruguay)
La ruta 97 es una de las carreteras nacionales de Uruguay.

## Trazado
Esta carretera se encuentra íntegramente en el departamento de Colonia y tiene un recorrido total de 16.5 km. Une la zona norte de la ciudad de Carmelo con la ruta 12 al este de la ciudad de Nueva Palmira, y sirve de alternativa a la ruta 21 cuando esta se encuentra cortada.